# Limite de Shockley-Queisser

La limite de Shockley-Queisser pour l'efficacité de cellule solaire sans concentration du rayonnement solaire. La courbe est ondulée à cause des bandes d'absorption IR dans l'atmosphère. Dans l'article original, le spectre solaire a été approché par un spectre de corps noir à 6000 K. En conséquence, la courbe d'efficacité était lisse et les valeurs étaient légèrement différentes.

La limite de Shockley-Queisser est l'efficacité théorique maximale d'une cellule photovoltaïque utilisant une seule jonction P-N. Elle a d'abord été calculée par William Shockley et Hans-Joachim Queisser au Shockley Semiconductor Laboratory (en) en 1961. Cette limite, parmi les plus importantes à la production d'énergie solaire, est considérée comme une des contributions scientifiques les plus importantes dans ce domaine.
La limite place l'efficacité de conversion solaire maximum autour de 33,7 % en supposant une jonction p-n unique avec une largeur de bande interdite de 1,34 eV (en utilisant une masse atmosphérique, AM  de 1,5). C'est-à-dire que de toute la puissance contenue dans la lumière solaire tombant sur une cellule solaire idéale (environ 1 000 W m−2), seulement 33,7 % pourraient être transformés en électricité (337 W m−2). Le matériau de cellule solaire le plus populaire, le silicium, a une largeur de bande interdite moins favorable de 1,1 eV, ce qui donne un rendement maximal d'environ 32 %. Les cellules solaires monocristallines commerciales modernes produisent environ 24 % d'efficacité de conversion, les pertes étant dues en grande partie à des problèmes pratiques tels que la réflexion sur la surface avant et le blocage de la lumière par les fils fins sur sa surface.
La limite de Shockley-Queisser ne s'applique qu'aux cellules ayant une seule jonction p-n ; les cellules avec plusieurs couches peuvent surpasser cette limite. À l'extrême, avec un nombre infini de couches, la limite correspondante est de 86,8 % en utilisant la lumière solaire concentrée. (Voir Efficacité des cellules solaires).